# 신재범 (배우)
신재범(1995년 9월 28일 ~ )은 대한민국의 배우이다.

## 학력
- 명지대학교 뮤지컬학과

## 출연작

### 영화
- 《알라딘》 (2019년) - 알라딘 노래 더빙 역
- 《아재꽃집》 (2018년) - 이수 역

### 뮤지컬
- 《몬테크리스토》
- 《스위니토드》
- 《니진스키》
- 《더 데빌》
- 《너에게 빛의 속도로 간다》
- 《무한동력》
- 《판》
- 《여신님이 보고 계셔》
- 《뮤지컬 13》
- 스토리오브마이라이프
- 이토록보통의
- 더 모먼트
- 킹키부츠
- 렛미플라이

### 연극
- 《언체인》
- 《나쁜자석》
- 《밀당의 탄생》

### 방송
- 《팬텀싱어 3》 (JTBC)